# Nalupa
Nalupa fue un pueblo filipino, perteneciente a la provincia de Antique, en las Bisayas Occidentales. Con el tiempo, quedó disgregado en municipios actuales como Barbaza y Tibiao.

## Toponimia
El lugar puede aparecer referido como «Nalupa» y «San Antonio de Nalupa».

## Historia
Hacia mediados del siglo XIX, el lugar, del que por entonces dependía también Tibiao, tenía contabilizada una población de 3448 habitantes, repartidos en 491 casas. Aparece descrito en el segundo volumen del Diccionario geográfico, estadístico, histórico de las Islas Filipinas (1851) de Manuel Buzeta Núñez y Felipe Bravo con las siguientes palabras:

NALUPA (San Antonio de): pueblo con cura y gobernadorcillo, en la isla de Panay, prov. de Antique, dióc. de Cebú; sit. en los 125° 42' long., 11° 26' 40" lat., en la costa occidental de la prov., terreno llano, y clima no muy cálido. Este pueblo cuya adm. espiritual se halla interinamente á cargo de un cura secular, tiene unas 491 casas, la de comunidad, donde está la cárcel, la parroquial, junto á la iglesia, que es de mediana fábrica, y á corta dist. de la cual se halla el cementerio. Hay una escuela de instruccion primaria con una dotacion pagada de los fondos de comunidad, y otra escuela para las niñas. Confina el term. por N. con el de Culasi, que dista unas 2 ½ leg.; por S. con el de Bugason, á igual dist.; por E. con la cord. que divide esta prov. de la de Capis, y por O. con el mar. El terreno es llano por las inmediaciones de la costa, pero montuoso al E. donde se halla la referida cord., en la que hay buenas maderas de que hacen algunas cortas para construir sus embarcaciones; abundan tambien de varias clases de cañas y mimbres y hay bastante caza. prod. arroz, maiz, cacao, algodon, legumbres y frutas. La principal ind. consiste en la agricultura y en el tejido de algodon y abacá. pobl. 3,448 alm., y en 1845 pagaba 500 trib., que hacen 5,000 rs. plata, equivalentes á 12,500 rs. vn.
(Buzeta y Bravo, 1851, p. 352)

El pueblo, que se habría encontrado en las inmediaciones de lo que hoy día es Barbaza, fue perdiendo población y acabó disgregado en diferentes núcleos, entre los que se incluyen aquel y el de Tibiao.